# マルクス・テュラム
マルクス・テュラム（Marcus Thuram, 1997年8月6日 - ）は、イタリア・パルマ出身のフランスのプロサッカー選手。フランス代表。セリエA・インテルナツィオナーレ・ミラノ所属。ポジションはフォワード。マルキュスと表記される事もある。
父は元フランス代表でユヴェントスなどで活躍したリリアン・テュラム。弟のケフランもプロサッカー選手であり、2024年時点では、インテルのライバルであるユヴェントスに在籍している。

## クラブ経歴

### キャリア初期
父リリアンがパルマACでプレーしていた1997年に当地で生まれた。
ソショーのアカデミーで育ち、2015年3月20日のリーグ・ドゥ・シャトールー戦でトップチームデビュー。2017年4月14日のトゥール戦で初ゴールを決めた。
2017年7月5日、ギャンガンに移籍。

### ボルシアMG
2019年7月22日、ドイツのボルシア・メンヒェングラートバッハと4年契約を締結した。
2020年12月19日、ホッフェンハイム戦で、相手DFシュテファン・ポッシュに対して唾を吐きかけ、主審からレッドカードを提示され一発退場処分を受けた。21日にドイツサッカー連盟より6試合（うち1試合は執行猶予）の出場停止と罰金の処分を、チームからも1か月分の給料相当額の罰金処分を受けた。

### インテル・ミラノ
2023年7月1日、生まれ育ったイタリアのセリエAに在籍するインテルナツィオナーレ・ミラノにフリー移籍で加入。背番号は9番。
加入1年目となる2023-24シーズンは、ラウタロ・マルティネスと2トップを組み、リーグ戦35試合13ゴール13アシストの成績を残し、インテルのリーグ優勝に貢献した。

## 代表経歴
ユース年代のフランス代表に選出されており、UEFA U-19欧州選手権2016、2017 FIFA U-20ワールドカップなどに参加した。また2020年11月に、ディディエ・デシャン代表監督によってA代表に初召集。11日のフィンランド戦でA代表デビューを果たすも、試合は0-2で敗れた。A代表初得点は2023年9月7日に行われたアイルランドとのUEFA EURO 2024予選であり、試合には2-0で勝利した。

## 個人成績

### クラブ
| 国内大会個人成績 | 国内大会個人成績 | 国内大会個人成績 | 国内大会個人成績 | 国内大会個人成績 | 国内大会個人成績 | 国内大会個人成績              | 国内大会個人成績 | 国内大会個人成績 | 国内大会個人成績 | 国内大会個人成績 | 国内大会個人成績 |
| 年度             | クラブ           | 背番号           | リーグ           | リーグ戦         | リーグ戦         | リーグ杯                      | リーグ杯         | オープン杯       | オープン杯       | 期間通算         | 期間通算         |
| 年度             | クラブ           | 背番号           | リーグ           | 出場             | 得点             | 出場                          | 得点             | 出場             | 得点             | 出場             | 得点             |
| フランス         | フランス         | フランス         | フランス         | リーグ戦         | リーグ戦         | F・リーグ杯                   | F・リーグ杯      | フランス杯       | フランス杯       | 期間通算         | 期間通算         |
| ---------------- | ---------------- | ---------------- | ---------------- | ---------------- | ---------------- | ----------------------------- | ---------------- | ---------------- | ---------------- | ---------------- | ---------------- |
| 2014-15          | ソショー         | 33               | リーグ・ドゥ     | 1                | 0                | 0                             | 0                | 0                | 0                | 1                | 0                |
| 2015-16          | ソショー         | 17               | リーグ・ドゥ     | 15               | 0                | 1                             | 0                | 3                | 0                | 19               | 0                |
| 2016-17          | ソショー         | 17               | リーグ・ドゥ     | 21               | 1                | 2                             | 0                | 0                | 0                | 23               | 1                |
| 2017-18          | ギャンガン       | 21               | リーグ・アン     | 32               | 3                | 0                             | 0                | 2                | 1                | 34               | 4                |
| 2018-19          | ギャンガン       | 11               | リーグ・アン     | 32               | 9                | 3                             | 2                | 3                | 2                | 38               | 13               |
| ドイツ           | ドイツ           | ドイツ           | ドイツ           | リーグ戦         | リーグ戦         | リーグ杯                      | リーグ杯         | DFBポカール      | DFBポカール      | 期間通算         | 期間通算         |
| 2019-20          | ボルシアMG       | 10               | ブンデスリーガ   | 31               | 10               | -                             | -                | 2                | 2                | 33               | 12               |
| 2020-21          | ボルシアMG       | 10               | ブンデスリーガ   | 29               | 8                | -                             | -                | 3                | 1                | 32               | 9                |
| 2021-22          | ボルシアMG       | 10               | ブンデスリーガ   | 21               | 3                | -                             | -                | 2                | 0                | 23               | 3                |
| 2022-23          | ボルシアMG       | 10               | ブンデスリーガ   | 30               | 13               | -                             | -                | 2                | 3                | 32               | 16               |
| イタリア         | イタリア         | イタリア         | イタリア         | リーグ戦         | リーグ戦         | イタリア杯                    | イタリア杯       | オープン杯       | オープン杯       | 期間通算         | 期間通算         |
| 2023-24          | インテル・ミラノ | 9                | セリエA          | 35               | 13               | 1                             | 0                | -                | -                | 36               | 13               |
| 2024-25          | インテル・ミラノ | 9                | セリエA          | 32               | 14               | 1                             | 0                | -                | -                | 33               | 14               |
| 通算             | フランス         | フランス         | リーグ・ドゥ     | 37               | 1                | 3\|\|\|0\|\|3\|\|0\|\|43\|\|1 |                  |                  |                  |                  |                  |
| 通算             | フランス         | フランス         | リーグ・アン     | 64               | 12               | 3                             | 2                | 5                | 3                | 72               | 17               |
| 通算             | ドイツ           | ドイツ           | ブンデスリーガ   | 111              | 34               | -                             | -                | 9                | 6                | 120              | 40               |
| 通算             | イタリア         | イタリア         | セリエA          | 67               | 27               | 2                             | 0                | -                | -                | 69               | 27               |
| 総通算           | 総通算           | 総通算           | 総通算           | 279              | 60               | 8                             | 2                | 17               | 9                | 304              | 85               |

### 代表
| フランス代表 | 国際Aマッチ | 国際Aマッチ |
| 年           | 出場        | 得点        |
| ------------ | ----------- | ----------- |
| 2020         | 3           | 0           |
| 2021         | 1           | 0           |
| 2022         | 5           | 0           |
| 2023         | 7           | 2           |
| 2024         | 13          | 0           |
| 通算         | 29          | 2           |

#### ゴール
| # | 開催日       | 開催地                     | 対戦国       | スコア | 結果 | 大会               |
| - | ------------ | -------------------------- | ------------ | ------ | ---- | ------------------ |
| 1 | 2023年9月7日 | パリ、パルク・デ・プランス | アイルランド | 2-0    | 2-0  | UEFA EURO 2024予選 |

## タイトル

### クラブ
インテル・ミラノ
- セリエA（2023-24）
- スーペルコッパ・イタリアーナ（2023-24）

### 代表
U-19フランス代表
- UEFA U-19欧州選手権（2016）

### 個人
- セリエAシーズンベストイレヴン（2023-24, 2024-25）